# Monodora stenopetala
Monodora stenopetala är en kirimojaväxtart som beskrevs av Daniel Oliver. Monodora stenopetala ingår i släktet Monodora och familjen kirimojaväxter. Inga underarter finns listade i Catalogue of Life.